# Ruf Automobile
Ruf es un fabricante alemán de automóviles fundado en 1939. Aunque sus vehículos son versiones construidas sobre chasis de modelos de Porsche, Ruf es reconocida por el gobierno alemán como un fabricante independiente, al incluir componentes de fabricación propia.

## Historia

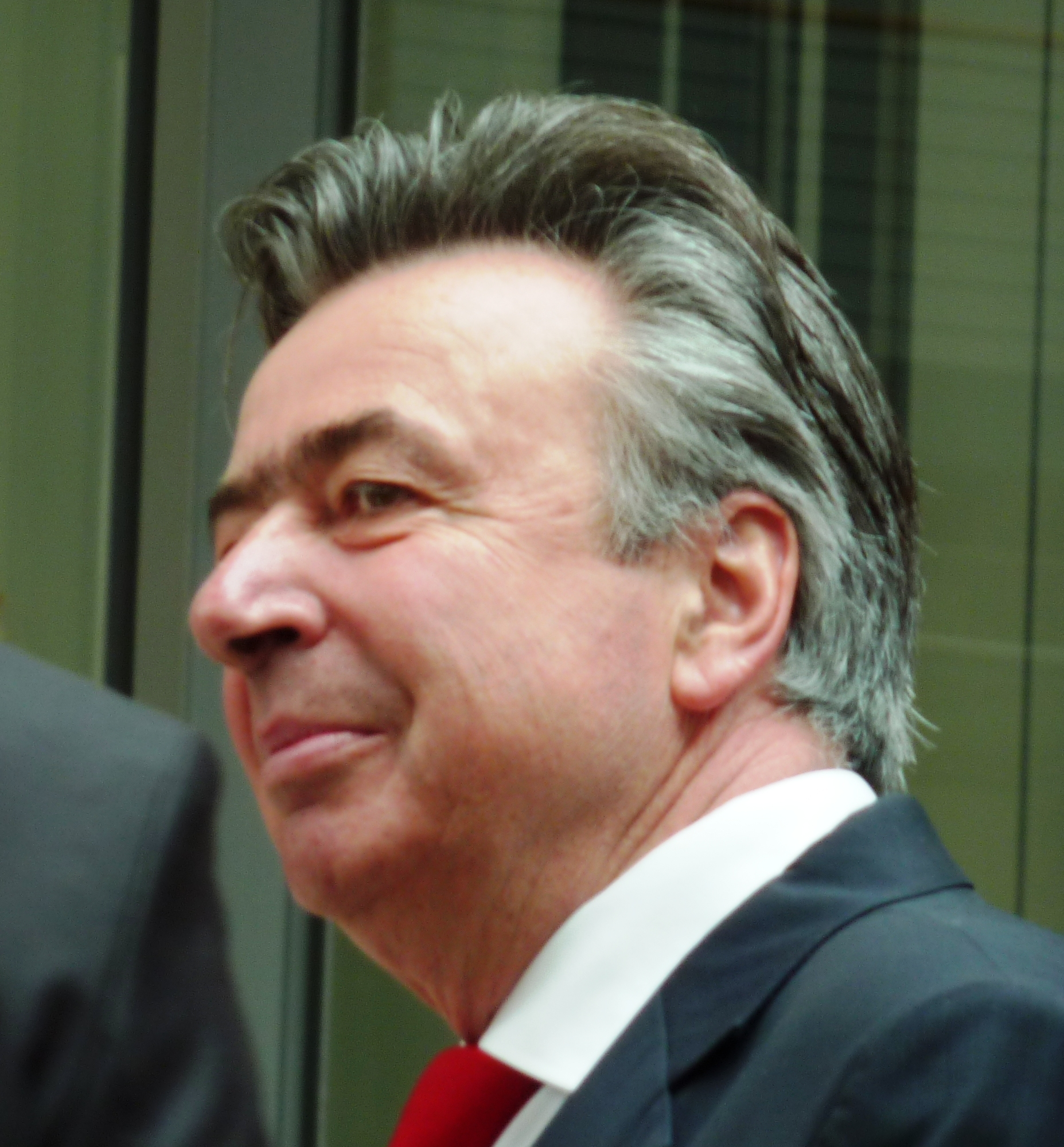
Alois Ruf, Jr. (propietario de la empresa) en 2010.

Ruf comienza sus pasos sobre el año 1939, cuando Alois Ruf Sr. formó Auto Ruf como un simple taller. Hoy día esta compañía opera desde la misma localización desde su fundación, se encuentra en Mindelheimer Straße en la tranquila ciudad de Pfaffenhausen, situado en la parte más al sur de la región de Algovia en Alemania.
La compañía a causa de sus problemas económicos, decide agregar en sus instalaciones una gasolinera en 1949. Tan solo seis años después, el Señor Alois Ruf reconociendo la gran afición de los alemanes a viajar, se dedica a construir autobuses totalmente equipados para los pasajeros, que por aquel entonces era un vehículo de lo más raro que se podía ver en Alemania.
Mientras tanto, Alois Ruf Jr. sobre 1960 tiene otro concepto de construir vehículos, ya que él prefería los automóviles deportivos. Este se dedicó durante los años 1960 a restaurar coches de la casa Porsche, adquiriendo una gran experiencia en este campo.
Tras la muerte del Señor Alois Ruf en 1974, su hijo, Alois Ruf Jr. se encargó de la dirección de la compañía y continuó con su filosofía de la máxima calidad e innovación. El resultado de esta filosofía es que hoy día Ruf es una de las compañías de coches deportivos más respetadas internacionalmente.

## Modelos
- Ruf CTR
- Ruf CTR2
- Ruf RGT
- Ruf BTR
- Ruf Turbo R
- Ruf RTurbo
- Ruf Rt 12
- Ruf 3400S
- Ruf 3600S
- Ruf Dakara
- Ruf CTR3

### Modelos más destacados

#### BTR 3.8

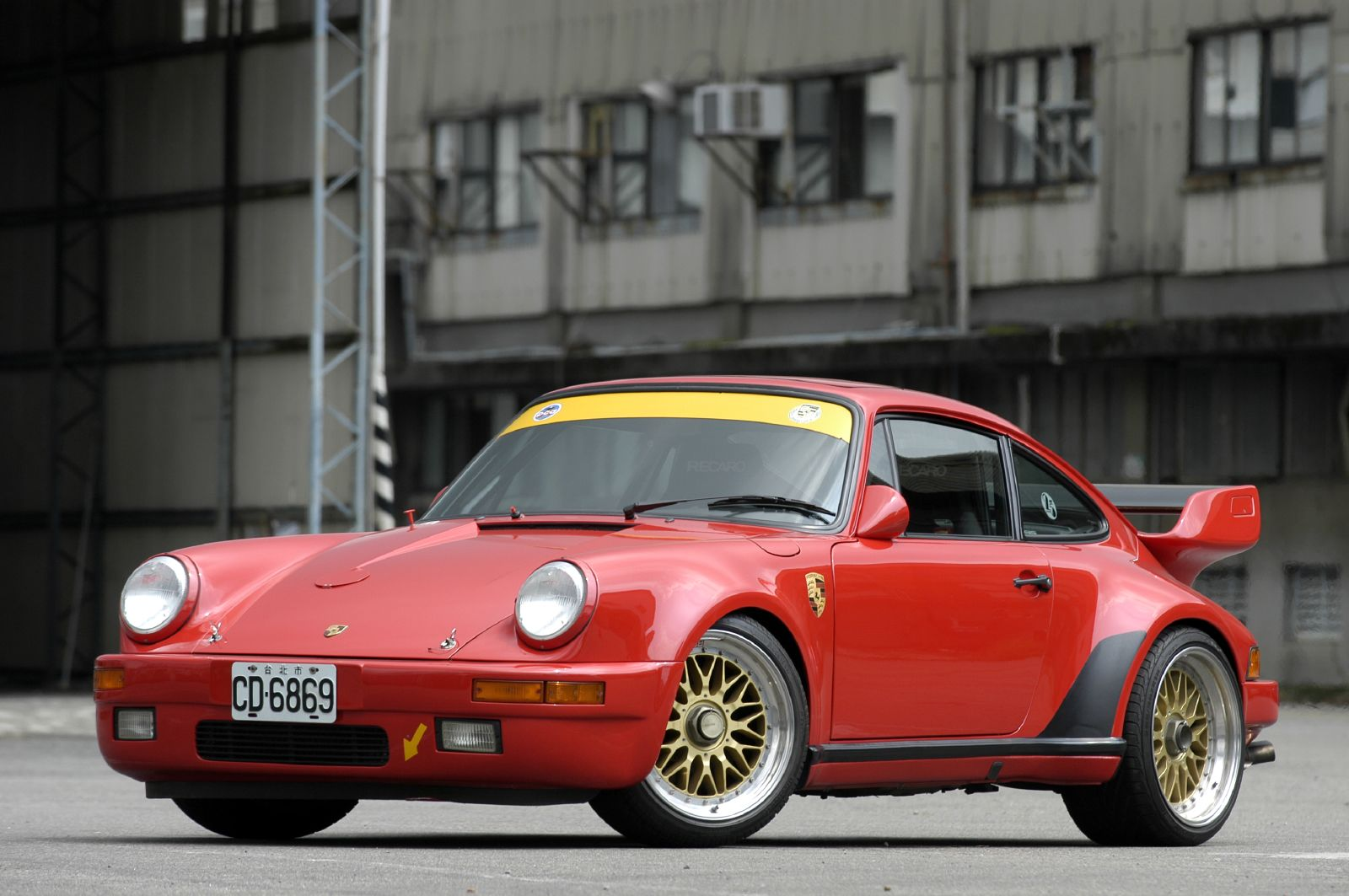
RUF BTR

Introducido en 1993, el BTR 3.8 se basó en el 964 Carrera 2 de tracción trasera. Los cambios introducidos incluyeron una mayor capacidad del motor, ampliado a 3.8 litros, un turbocompresor, una transmisión automática de seis velocidades con un embrague electrónico, una suspensión y frenos completamente rediseñados, ruedas especiales Ruf de 18 pulgadas (45,7 cm) con cinco radios y neumáticos más grandes que miden 235/40 ZR en la parte delantera y 265/35 ZR en la parte trasera. Las modificaciones realizadas al motor dieron como resultado una potencia de 415 CV (409 HP; 305 kW).
El coche tenía un interior espartano, centrado en el conductor y presentaba asientos envolventes ligeros de competición. Las cifras de rendimiento incluyen una aceleración de 0 a 60 mph (97 km/h) en 3.6 segundos, a 200 km/h (124 mph) en 12.9 segundos y una velocidad máxima de 199,06 mph (320,36 km/h), lo que lo convierte en uno de los coches más rápidos del mundo en el momento de su presentación.

#### BTR2
Introducido en 1993, el Ruf BTR2 se basó en el Porsche 993 Carrera como automóvil de partida. Tenía una configuración de turbocompresor único, con 11,6 psi (0,8 bares) de presión de sobrealimentación, al igual que el BTR original. Los cambios realizados en el motor incluyeron un intercooler aire-aire, un enfriador de aceite auxiliar, una unidad de control de motor (ECU) Bosch Motronic y una relación de compresión más baja, que generaba una potencia máxima de 420 CV (414 HP; 309 kW) a las 5000 rpm y 590 N·m (435 lb·pie) de par máximo a las 4800 rpm.
El automóvil incluía una transmisión manual Ruf de seis velocidades, diferencial de deslizamiento limitado, con bloqueo del 60%, suspensión más baja, reducida de 30 mm (1,2 pulgadas), frenos de disco más grandes y barras estabilizadoras rígidas como equipo estándar. Otros cambios incluyeron rines Ruf de cinco radios, asientos deportivos envolventes, diferentes defensas delanteras y traseras y un alerón trasero de "cola de ballena".
Las cifras de rendimiento incluyen una aceleración a 60 mph (97 km/h) en 4.1 segundos y una velocidad máxima de 308 km/h (191 mph).

## Apariciones en videojuegos
Los automóviles Ruf aparecen en algunos videojuegos de carreras de computadora personal, PlayStation 2®, Xbox 360, PlayStation 3®, Xbox One, PlayStation 4®, Android e iOS. Electronic Arts desde el año 2000 tenía un acuerdo de exclusividad de los coches Porsche en sus videojuegos, por lo tanto, para las demás empresas era muy complicado incluir dichos coches en sus juegos y hubo ocasiones en que se incluían los modelos de Ruf como reemplazo, salvo en Forza Motorsport 4 donde hubo un acuerdo entre Electronic Arts y Microsoft.
Cabe destacar que en 2016, el acuerdo entre ambas empresas caducó dando total libertad a los desarrolladores de dirigirse a Porsche para incluir su gama de autos en sus juegos.
- IRacing: También salen diversos coches de la marca Ruf.
- Test Drive Unlimited: También salen diversos coches de la marca Ruf.
- Enthusia Professional Racing: Aparecen coches de la marca Ruf.
- Project Gotham Racing 3: También salen diversos coches de la marca Ruf.
- Project Gotham Racing 4: También salen diversos coches de la marca Ruf.
- Asphalt 4: Elite Racing: También salen diversos coches de la marca Ruf.
- Gran Turismo: Aparece el concesionario y los coches para modificar por la falta de licencia de la marca alemana Porsche.
- Forza Motorsport 4: Aparece la marca Ruf.
- Driver: San Francisco: incluye cinco coches marca Ruf.
- Asphalt 6: Adrenaline: Aparecen 3 modelos Ruf incluyendo el CTR 3
- Asphalt 7: Heat: Aparecen varios coches de la marca Ruf.
- Asphalt Nitro:Aparecen varios modelos de la marca Ruf.
- Forza Horizon: Aparecen varios modelos de la marca Ruf, incluyendo una edición limitada.
- Asphalt 8: Airborne: aparecen 2 modelos Ruf el CTR 3 y RT 12.
- Asphalt 3D: Aparecen algunos modelos de la marca Ruf.
- IRacing: desde diciembre de 2013 incluye el RUF RT 12R.
- GT Real Racing 2: Aparece la marca Ruf
- GTR Racing: Aparece la marca Ruf
- Gran Turismo 2: Aparecen diversos coches de la marca Ruf.
- Forza Motorsport 5: Aparece la marca Ruf
- Forza Horizon 2: Aparece la marca Ruf
- The Crew: Aparece la marca Ruf
- Driveclub: Aparecen diferentes autos de la marca Ruf
- Assetto Corsa: Aparece la marca Ruf
- Project CARS: Aparece la marca Ruf
- CSR Racing: Ruf RT 12 y Ruf CTR3.
- The Crew: RUF RT35 y Ruf CTR3
- Gran Turismo 3: Aparecen modelos variados de la marca RUF nuevamente, entre los más destacados el RGT.
- Gran Turismo 4: Aparecen los mismos modelos de la marca RUF que en Gran Turismo 3.
- Gran Turismo 5: Aparecen alrededor de 5 o más modelos nuevos de la marca RUF.
- Gran Turismo 6: Se reducen a 4 los modelos de la marca RUF pero volviendo a hacer aparición en la saga.
- Gran Turismo Sport: Ruf CTR3
- Rebel Racing: Ruf 3800 S, Ruf RT35 y Ruf RT35 (Custom).